# Rugbyboll

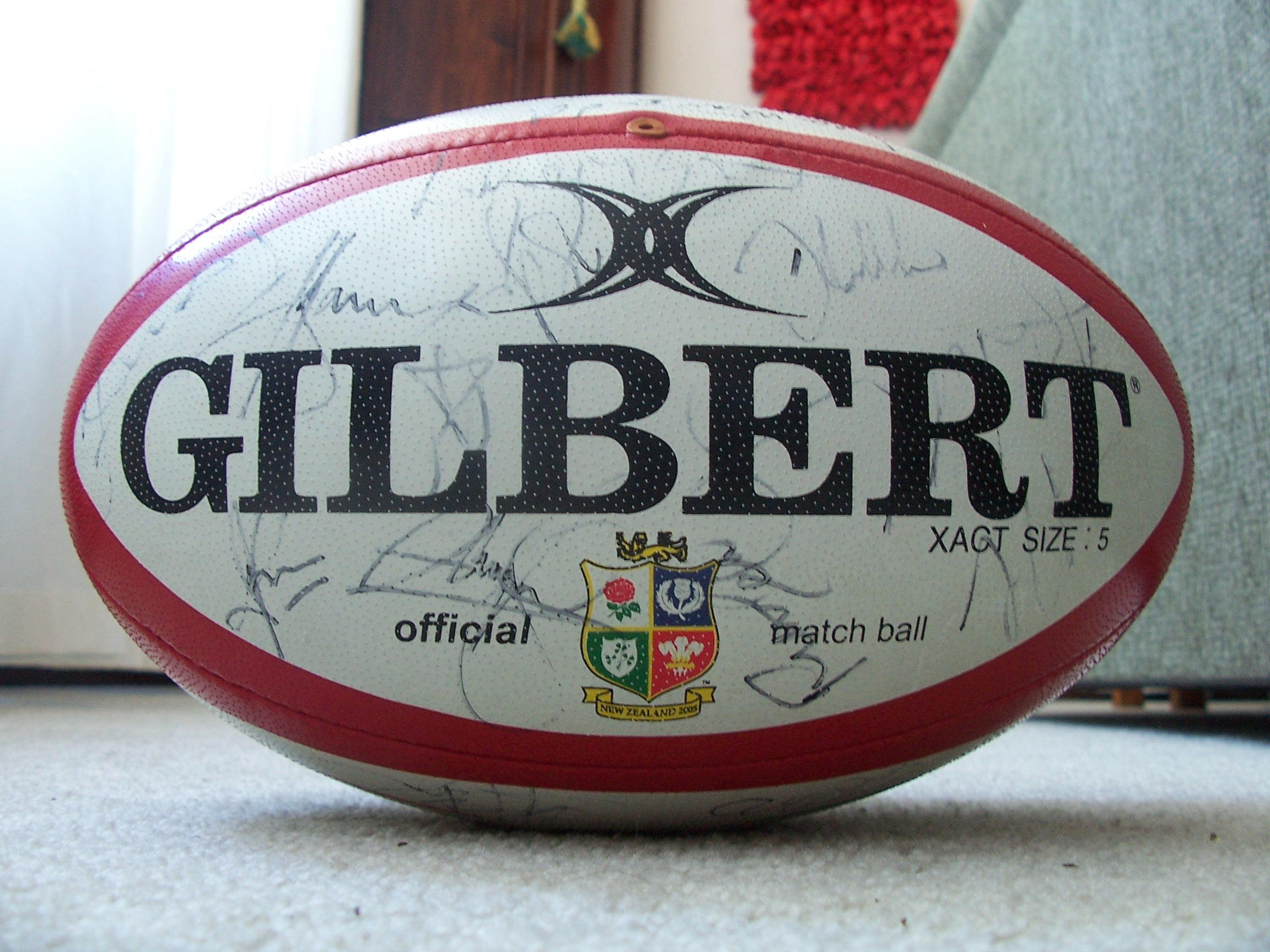
En signerad rugbyboll.

En rugbyboll är en boll som används för att spela rugby. Bollarna är luftfyllda långsmala sfäroider. I rugby union är bollen 28-30 cm lång och har en omkrets av 58–62 cm. Bollen ska väga 410–460 gram och lufttrycket ska vara 65,7–68,8 kPa. I rugby league är bollen 27 cm lång och har en omkrets av 60 cm med en vikt mellan 383 g till 440 g.